# خانه (رمان موریسون)
خانه (انگلیسی: Home) رمانی نوشته تونی موریسون برنده جایزه نوبل ادبیات است که در سال ۲۰۱۲ منتشر گردید. این رمان دورانی از زندگی سربازی از ارتش آمریکا با نام مایک مانی را به تصویر می‌کشد و که به دلیل فقر زندگی در محله خود به همراه دو دوست هم محله‌ای‌اش به ارتش می‌پیوندند و عازم جنگ کره می‌شود. وی که به دلیل فقر خانواده‌اش مجبور به سکونت در منزل پدربزرگ و همسر او می‌شود، رنج فقر و تبعیض را همیشه به دوش می‌کشد. در این رمان تونی موریسون به نقد جنگ، فقر، اختلافات طبقاتی، بدرفتاری طبقه کارفرما با کارگران می‌کند و در نقطه مقابل فقرا و نیازمندان و مظلومان را همیشه یار و یاور یکدیگر می‌داند.
۴۲ سال از انتشار «آبی‌ترین چشم» (۱۹۷۰) می‌گذرد، اولین رمان نوآورانه او در مورد نفرت از خود و تجاوز جنسی در جامعه سیاه پوستان. اما پس از گذشت نزدیک به نیم قرن، محکومیت بی‌رحمی به یک کار نسبتاً برگشت‌پذیر همچون دایره تبدیل می‌شود و این دور باطل می‌تواند تاریخ را به انبار وحشت تبدیل کند.
کدام سوءاستفاده بعدی را احضار کنیم؟ کدام وحشیگری را بازگو کنیم؟ اینطور نیست که داستان نویسان باید از آسیب‌های تاریخی بپرهیزند؟ اما کار آنها این است که چیز جالبی برای گفتن در مورد «شر» پیدا کنند، نه این که صرفاً وجود آن را اعلام کنند، خشمگین شوند و به خانه بروند. به هر حال، هیچ کمبودی در امکانات وجود ندارد ما به عنوان یک گونه زیستی از بسیاری جهات دچار کمبود هستیم، اما استعداد جنایت را داریم و این دستمایه‌ای بر گفتار «خانه» شد که موریسون آن را به تصویر کلمات کشید.
این کتاب از سوی میچکا سرمدی با همین نام و از سوی نشر زاوش در ایران نیز منتشر شده‌است.